# Meringis deserti
Meringis deserti är en loppart som beskrevs av Augustson 1953. Meringis deserti ingår i släktet Meringis och familjen mullvadsloppor. Inga underarter finns listade i Catalogue of Life.